# Masaki Aiba
Masaki Aiba (相葉 雅紀?, Aiba Masaki; Hanamigawa, 24 dicembre 1982) è un attore e cantante giapponese.
Suona anche l'armonica, la chitarra e il sassofono.

## Biografia
Idol, personaggio televisivo e conduttore radiofonico, ha iniziato la sua carriera nel mondo dello spettacolo nel 1996, quando è stato scoperto dall'agenzia di talenti Johnny & Associates. Dopo aver partecipato ai mini dorama giovanili Boys Be e PPOI! con altri coetanei, ha debuttato come cantante degli Arashi nel 1999.
Da allora in poi, assieme agli altri membri della boy band ha inanellato innumerevoli successi in campo musicale discografico. Ha in seguito partecipato come uno dei personaggi principali a molte serie televisive in formato dorama. Ha un fratello più giovane sposato.

## Filmografia

### Cinema
- Shinjuku Boy Detectives, regia di Masafumi Fuchii (1998)
- Pika*nchi Life Is Hard Dakedo Happy, regia di Yukihiko Tsutsumi (2002)
- Pika**nchi Life Is Hard Dakara Happy, regia di Yukihiko Tsutsumi (2004)
- Kiiroi namida, regia di Isshin Inudô (2007)
- Pikanchi Half: Life is Hard Tabun Happy, regia di Hisashi Kimura e Yukihiko Tsutsumi (2014)
- Miracle: Debikurokun no koi to mahou, regia di Isshin Inudô (2014)

### Televisione
- Bokura no yûki - Miman toshi – serie TV, 10 episodi (1997)
- Mukodono! – serie TV, 12 episodi (2001)
- Gypsy – miniserie TV (2001)
- Yankee bokō ni kaeru – serie TV, 10 episodi (2003)
- Mai gâru – serie TV, episodi 1x1 (2009)
- Saigo no yakusoku, regia di Yûichi Satô – film TV (2010)
- Freeter, ie o kau. (Furîtâ, ie wo kau) – serie TV, episodi 1x10 (2010)
- Bartender (Bâtendâ) – serie TV, 8 episodi (2011)
- Mikeneko Hômuzu no suiri – serie TV, 11 episodi (2012)
- Last Hope – miniserie TV (2013)
- Yôkoso, Wagaya e – miniserie TV (2015)
- Kizoku Tantei – miniserie TV (2017)
- Sakanoue Animal Clinic – serie TV, 18 episodi (2018)